# فخ
فخ مکانی نزدیک مکه در عربستان سعودی که در آنجا جمعی از صحابه پیامبر و از آن جمله عبدالله بن عمر مدفون هستند.

## واقعه فخ
شهرت عمده فخ به دلیل واقعه‌ای است که در روز ۸ ذی الحجه سال ۱۶۹ هـ. ق در زمان هادی عباسی در آنجا روی داد. در این روز که به یوم فخ معروف است، عده زیادی از علویان به جهت قیام بر خلیفه عباسی کشته شدند. از امام محمد تقی روایت است:
هیچ روزی بر علویان بعد از روز کربلا سخت تر و مصیبت بارتر از یوم فخ نبوده‌است.
پیشوای قیام کنندگان، حسین بن علی بن حسن، معروف به صاحب فخ، نبیره حسن مجتبی بوده‌است. حسین بن علی و یاران او به علت مزاحمتی که نایب حاکم مدینه برای ایشان فراهم آورده بود، شوریدند و بر مدینه مسلط شدند و با ۳۰۰ تن روی به مکه نهادند. در آن سال عده‌ای از عباسیان، از آن جمله عباس بن محمد و سلیمان بن ابی جعفر و موسی بن عیسی، به حج رفته بودند. این دسته با سواران خود به مقابله علویان شتافتند و در فخ به ایشان رسیدند. عباس بن محمد به حسین بن علی، در صورت تسلیم، امان داد، ولی حسین قبول نکرد. میان عباسیان و علویان جنگ درگرفت و بیش از صدتن از ایشان کشته شدند. در خروج علویان فخ دوتن از بزرگان علویان، حسن بن جعفر بن حسن و موسی کاظم از موافقت ایشان سرباز زدند.